# Léon Mébiame
Léon Mébiame Mba (Libreville, 1 de setembro de 1934 - Libreville, 18 de dezembro de 2015) foi o segundo primeiro-ministro do Gabão, entre 1975 e 1990.

## Antecedentes
Membro da etnia Fang, Mébiame exerceu o cargo de inspetor da Polícia Federal do Chade entre 1957 e 1959, voltando ao Gabão em 1960, quando o país tornou-se independente da França. Ligado ao presidente Omar Bongo, foi vice-presidente entre 1968 e 1975, quando o cargo foi abolido. Neste ano, sucedeu Léon Mba como primeiro-ministro, exercendo a função durante 15 anos, saindo em maio de 1990, passando a figurar na oposição ao presidente Bongo.
Em novembro de 2008, foi nomeado presidente da Câmara de Comércio, Indústria e Minas, além de ocupar uma cadeira no Conselho Econômico e Social. Com a morte de Omar Bongo e a posse de seu filho, Ali Bongo, Médiame deixou o Conselho em 2009. Faleceu aos 81 anos, em um hospital de Libreville.